# Демографија Словеније

## Попис становништва1948. године
| Национални састав 1948.‍ | Национални састав 1948.‍ | Национални састав 1948.‍ | Национални састав 1948.‍ | Национални састав 1948.‍ |
| ----------------------- | ----------------------- | ----------------------- | ----------------------- | ----------------------- |
|                         |                         |                         |                         |                         |
| Словенци                | Словенци                |                         | 9.700                   | 0%                      |
| Хрвати                  | Хрвати                  |                         | 115                     | 0%                      |
| Мађари                  | Мађари                  |                         | 076                     | 0%                      |
| Срби                    | Срби                    |                         | 051                     | 0%                      |

Тада је Словенија имала укупно 1.391.873 становника, од којих је национална структура била следећа: Словенци 1.350.149 (97%), Хрвати 16.069 (1,2%), Мађари 10.579 и Срби 7.048.

## Попис становништва1953. године
| Национални састав 1953.‍ | Национални састав 1953.‍ | Национални састав 1953.‍ | Национални састав 1953.‍ | Национални састав 1953.‍ |
| ----------------------- | ----------------------- | ----------------------- | ----------------------- | ----------------------- |
|                         |                         |                         |                         |                         |
| Словенци                | Словенци                |                         | 9.652                   | 0%                      |
| Хрвати                  | Хрвати                  |                         | 126                     | 0%                      |
| Срби                    | Срби                    |                         | 076                     | 0%                      |
| Мађари                  | Мађари                  |                         | 075                     | 0%                      |
| Роми                    | Роми                    |                         | 011                     | 0%                      |
| Муслимани               | Муслимани               |                         | 011                     | 0%                      |
| Црногорци               | Црногорци               |                         | 009                     | 0%                      |

Укупан број становника је био 1.466.425, од тога Словенаца 1.415.448 (96,5%), Хрвата 17.978 (1,2%), Срба 11.225, Мађара 11.019, Рома 1.663, Муслимана 1.617, Црногораца 1.356.

## Попис становништва1961. године
| Национални састав 1961.‍ | Национални састав 1961.‍ | Национални састав 1961.‍ | Национални састав 1961.‍ | Национални састав 1961.‍ |
| ----------------------- | ----------------------- | ----------------------- | ----------------------- | ----------------------- |
|                         |                         |                         |                         |                         |
| Словенци                | Словенци                |                         | 9.565                   | 0%                      |
| Хрвати                  | Хрвати                  |                         | 197                     | 0%                      |
| Срби                    | Срби                    |                         | 085                     | 0%                      |
| Мађари                  | Мађари                  |                         | 066                     | 0%                      |
| Југословени             | Југословени             |                         | 017                     | 0%                      |
| Црногорци               | Црногорци               |                         | 009                     | 0%                      |
| Македонци               | Македонци               |                         | 006                     | 0%                      |

Пописана популација је износила 1.591.523, а по националности Словенци 1.522.248 (95,6%), Хрвати 31.429 (2%), Срби 13.609, Мађари 10.498, Југословени 2.784, Црногорци 1.384, Македонци 1.009.

## Попис становништва1971. године
| Национални састав 1971.‍ | Национални састав 1971.‍ | Национални састав 1971.‍ | Национални састав 1971.‍ | Национални састав 1971.‍ |
| ----------------------- | ----------------------- | ----------------------- | ----------------------- | ----------------------- |
|                         |                         |                         |                         |                         |
| Словенци                | Словенци                |                         | 9.403                   | 0%                      |
| Хрвати                  | Хрвати                  |                         | 247                     | 0%                      |
| Срби                    | Срби                    |                         | 119                     | 0%                      |
| Мађари                  | Мађари                  |                         | 057                     | 0%                      |
| Југословени             | Југословени             |                         | 039                     | 0%                      |
| Муслимани               | Муслимани               |                         | 019                     | 0%                      |
| Црногорци               | Црногорци               |                         | 011                     | 0%                      |
| Македонци               | Македонци               |                         | 009                     | 0%                      |
| Албанци                 | Албанци                 |                         | 007                     | 0%                      |

Број становника државе је износио 1.727.137 становнка, и то Словенаца 1.624.029 (94%), Хрвата 42.657 (2,5%), Срба 20.521 (1,2%), Мађара 9.785, Југословена 6.744, Муслимана 3.231, Црногораца 1.978, Македонаца 1.613, Албанаца 1.281.

## Попис становништва1981. године
| Национални састав 1981.‍ | Национални састав 1981.‍ | Национални састав 1981.‍ | Национални састав 1981.‍ | Национални састав 1981.‍ |
| ----------------------- | ----------------------- | ----------------------- | ----------------------- | ----------------------- |
|                         |                         |                         |                         |                         |
| Словенци                | Словенци                |                         | 9.052                   | 0%                      |
| Хрвати                  | Хрвати                  |                         | 294                     | 0%                      |
| Срби                    | Срби                    |                         | 223                     | 0%                      |
| Југословени             | Југословени             |                         | 139                     | 0%                      |
| Муслимани               | Муслимани               |                         | 071                     | 0%                      |
| Мађари                  | Мађари                  |                         | 050                     | 0%                      |
| Македонци               | Македонци               |                         | 017                     | 0%                      |
| Црногорци               | Црногорци               |                         | 017                     | 0%                      |
| Албанци                 | Албанци                 |                         | 010                     | 0%                      |
| Роми                    | Роми                    |                         | 008                     | 0%                      |

Словенаца је било 1.712.445 (цела земља је имала 1.891.864 становника) и чинили су 90,5% становништва, Хрвата 55.625 (2,9%), Срба 42.182 (2,2%), Југословена 26.263 (1,4%), Муслимана 13.425, Мађара 9.496, Македонаца 3.288, Црногораца 3.217, Албанаца 1.985, Рома 1.435.

## Попис становништва1991. године
укупно: 1.913.355, од чега: Словенци - 1.689.657 (88,30%), Хрвати - 52.876 (2,76%), Срби - 47.401 (2,47%), Муслимани - 26.577 (1,38%), Југословени - 12.075 (0,63%), Мађари - 8.000 (0,41%), Македонци - 4.371 (0,23%), Црногорци - 4.339 (0,23%), Албанци - 3.534, Италијани - 2.959 (0,15%), Роми - 2.259, Чеси - 315, Немци - 298, Украјинци - 210, Пољаци - 196, Бугари - 168, Руси - 167, Турци - 142, Словаци - 139, Аустријанци - 126, Румуни - 115, Русини - 57, Власи - 37, Јевреји - 37, Грци - 21, остали - 1.021, регионално опредељени - 5.187, национално неопредељени - 8.716, непознато - 42.355;

## Попис становништва2002. године
Овај попис је установио 1.964.036 становника, и то Словенаца 1.631.363 (83,06%), Срба 38.964 (1,98%), Хрвата 35.642 (1,81%), Бошњака 21.542 (1,10%), Муслимана 10.467 (0,53%), Босанаца¹ 8.062 (0,41%), Мађара 6.243 (0,32%), Албанаца 6.186 (0,31%), Македонаца 3.972 (0,2%), Рома 3.246 (0,17%).
¹ Босанци су урачунати у становништво које се изјаснило у регионалној припадности, не у националној.

## Лингвистичка структура 2002. године попопису становништва
Словеначки језик је матерњи за 87,7% становништва (1991 на попису за 88,3%), бошњачки за 1,6%, хрватски 2,8% (1991. за 2,6% становништва), српски за 1,6% (1991. за 0,9% становништва), српскохрватски језик је матерњи за 1,8% становништва (1991. за чак 4,2%) и хрватскосрпски је говорило 1991. године на попису 0,2% становништва док данас 0,0%.

## Религијска структура
Католика има 1.135.626 (57,82%), Муслимана 47.488 (2,42%), Православаца 45.908 (2,34%), Евангелиста 14.736, осталих протестанских 1.399 и других хришћанских 1.877.